# Wilhelm von Poschinger (Kaufmann)
Anton Wilhelm Ritter und Edler von Poschinger (* 10. Juli 1839 in Oberfrauenau; † 13. Mai 1895 in Unterzwieselau) war ein Kaufmann und Gutsbesitzer in Ahausen bei Landau an der Isar.

## Leben
Wilhelm von Poschinger entstammt der ritterlichen Deggendorfer Linie des 1140 erstmals erwähnten bayerischen Adelsgeschlechts Poschinger. Er wurde als zweiter Sohn von Michael von Poschinger auf Schloss Oberfrauenau geboren. 1860 wurde er im Corps Bavaria München recipiert. Im Jahr 1862 heiratete er Waldburga geb. Schlosser, mit der er vier Kinder hatte – einer seiner Söhne war der bayerische Generalmajor Wilhelm von Poschinger. Poschinger gründete 1877 in der Gemeinde Gnigl-Schallmoos ein Lagerhaus, das später an Leopold Wildenhofer überging. Nach ihm wurde im Jahr 1903 die im heutigen Salzburger Stadtteil Schallmoos verlaufende Poschingerstraße benannt.